# Stolpdiagram

Stolpdiagram som anger fördelningen av antalet länkar till artiklar på engelska wikipedia; 134 000 hade inga länkar till sig, osv.

Stolpdiagram är en diagramtyp som genom höjden på smala stolpar visar y-värdet för varje x-värde. Det användes då x-axeln representerar en diskret variabel.
Stolpdiagrammet används ofta för att visa frekvensen eller sannolikheten för x-variabeln, det vill säga hur ofta ett visst värde förekommer.
Om antalet värden är stort kan dessa grupperas och delas in i klasser, och varje stapel visar då antalet värden i motsvarande klass. Detta diagrammet kallas  för histogram.
Stapeldiagram har staplar med en bredare bas än stolparna i ett stolpdiagram och används ofta för andra diskreta variabler än en diskret sannolikhetsfördelning.